# Ulrich Egen
Ulrich „Uli“ Egen (* 24. August 1956 in Füssen) ist ein ehemaliger deutscher Eishockeyspieler und aktueller -trainer sowie -funktionär. Seit der Saison 2024/25 ist er als Trainer der EG Diez-Limburg in der Central European Hockey League tätig, in der seit der Saison 2023/23 auch deutsche Mannschaften teilnehmen.

## Leben
Ulrich Egen wurde als Sohn des Eishockeynationalspielers Markus Egen in Füssen geboren. Sein Bruder Hans-Peter Egen ist ebenfalls Eishockeyspieler.

## Karriere

### Als Spieler
Egen begann seine Karriere 1979 beim EV Füssen in der Bundesliga. Nachdem er dort gute Leistungen gezeigt hatte und bereits in seiner ersten Saison als Profi 67 Scorerpunkte in 39 Spielen erzielt hatte, erhielt er im Sommer 1982 ein Vertragsangebot der Düsseldorfer EG, welches er annahm und folglich für die DEG aktiv war. In Düsseldorf konnte Egen nicht an seine Leistungen aus seiner Zeit beim EVF anknüpfen und verließ den Klub nach drei Jahren in die 2. Bundesliga zum BSC Preussen. Bei der DEG konnte der vorher als Torschütze bekannte Stürmer in drei Spielzeiten nur 41 Tore erzielen. Im Gegensatz dazu waren es in Füssen, ebenfalls innerhalb von drei Saisonen, 97 Tore.
Mit den Berliner Preussen verpasste Egen zweimal knapp den Aufstieg in die damals höchste deutsche Eishockeyliga, die Bundesliga. Vor allem in der Saison 1985/86 konnte er an frühere Leistungen anknüpfen und empfahl sich mit 119 Punkten nach der Hauptrunde sowie 31 Punkten in den anschließenden Playoffs für einen erneuten Wechsel in die deutsche Bundesliga. Dieser folgte zur Spielzeit 1987/88, als ihn die Verantwortlichen der Eintracht Frankfurt unter Vertrag nahmen.
Egen spielte fortan drei Jahre im Trikot der Eintracht und schied mit dem Klub dreimal hintereinander in der ersten Runde der Playoffs aus. Nachdem sein Kontrakt in Frankfurt zum Saisonende 1989/90 nicht mehr verlängert worden war, kehrte er noch einmal in die 2. Bundesliga zurück und stand dort bis 1993 im Kader des EC Kassel. Anschließend beendete er seine aktive Eishockeykarriere.

### International
Egen wurde zudem mehrmals für die deutsche Nationalmannschaft nominiert und nahm mit ihr an den Weltmeisterschaften 1979, 1981 und 1982 sowie an den Olympischen Winterspielen 1980 in den Vereinigten Staaten teil. Dort erreichte er mit der deutschen Mannschaft den zehnten Platz.

### Als Trainer und Funktionär
Nach seiner aktiven Karriere arbeitete Ulrich Egen unter anderem als Assistenztrainer in Köln und Augsburg sowie als Manager in Kassel und Augsburg. Im November 2000 ersetzte er bei den Eisbären Berlin aus der Deutschen Eishockey Liga den kurz zuvor entlassenen Glen Williamson als Chef-Coach. Egen erreichte mit den Eisbären das Playoff-Viertelfinale, wurde allerdings während der Saison 2001/02 von seinem Amt freigestellt. Sein Nachfolger war der Kanadier Pierre Pagé.
Im Sommer 2007 ging er in die niederländische Eredivisie und trainierte dort die Ruijters Eaters Geleen, mit denen er zweimal ins Playoff-Halbfinale einzog. Trotz gültigen Vertrags und der erreichten Erfolge, löste der Verein den Kontrakt am 24. Juli 2009 auf. Einer der Gründe dafür war die umstrittene Arbeitsweise Egens, der trotz des Trainerjobs in Geleen, als Sportdirektor bei den Moskitos Essen arbeitete. Anschließend konzentrierte er sich auf das Amt des Sportdirektors in Essen und war dort seit dem plötzlichen Weggang des vorherigen Trainers Juris Kruminsch zudem als Chef-Coach und Teammanager tätig.
Am 11. April 2012 wurde er als Cheftrainer und Sportdirektor der Kassel Huskies verpflichtet. Am 28. August 2013 gab der nordhessische Verein bekannt, dass Egen mit sofortiger Wirkung von seinen Aufgaben entbunden wurde.
Ab Anfang 2014 war Egen Trainer beim ESV Kaufbeuren, wo er Dieter Hegen ablöste. Am 17. November 2014 wurde er vom Vorstand des ESV Kaufbeuren nach 14 Niederlagen in Folge freigestellt.
Am 25. Januar 2015 gaben die Füchse Duisburg bekannt, Egen als neuen Trainer bis zum Saisonende verpflichtet zu haben. Am 17. Dezember 2015 wurde Egen als Nachfolger von Henry Thom vom HC Gherdëina aus der höchsten italienischen Liga (Serie A), verpflichtet.
Nach der Trennung von Trainer Lance Nethery kurz vor den Play-offs der Saison 2016/2017 gaben die Füchse Duisburg am 20. Februar 2017 bekannt, dass Ulrich Egen gleichberechtigt mit Reemt Pyka als Trainergespann das erklärte Saisonziel „Aufstieg in die DEL2“ erreichen soll. In der Saison 2017/18 coachte Egen den Herner EV und in der darauf folgenden den ECC Preussen Berlin. In der Saison 2019/20 übernahm er zusammen mit Dieter Hegen als gleichberechtigtes Trainergespann erneut die Füchse Duisburg.
Zur Saison 2020/21 wechselte Egen in die belgisch-niederländische BeNe League und leitet dort die Bulldogs de Liège als Cheftrainer.
Am 5. April 2024 wurde er als Cheftrainer der EG Diez-Limburg vorgestellt.

## Karrierestatistik
(Legende zur Spielerstatistik: Sp oder GP = absolvierte Spiele; T oder G = erzielte Tore; V oder A = erzielte Assists; Pkt oder Pts = erzielte Scorerpunkte; SM oder PIM = erhaltene Strafminuten; +/− = Plus/Minus-Bilanz; PP = erzielte Überzahltore; SH = erzielte Unterzahltore; GW = erzielte Siegtore; 1 Play-downs/Relegation; Kursiv: Statistik nicht vollständig)